# Anagallis monelli
Anagallis monelli är en viveväxtart. Anagallis monelli ingår i släktet Anagallis och familjen viveväxter.

## Underarter
Arten delas in i följande underarter:
- A. m. linifolia
- A. m. maritima
- A. m. monelli

## Bildgalleri

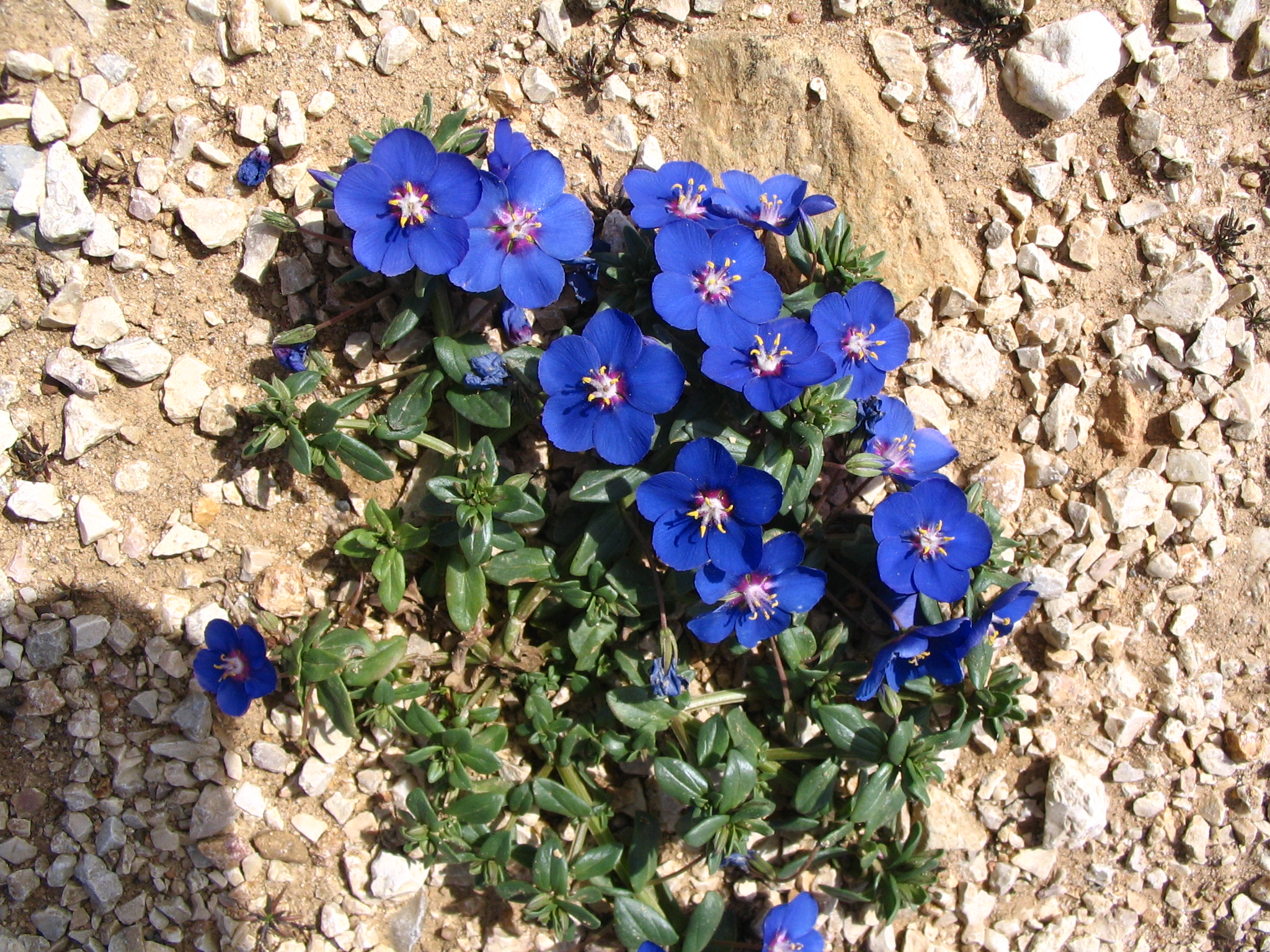
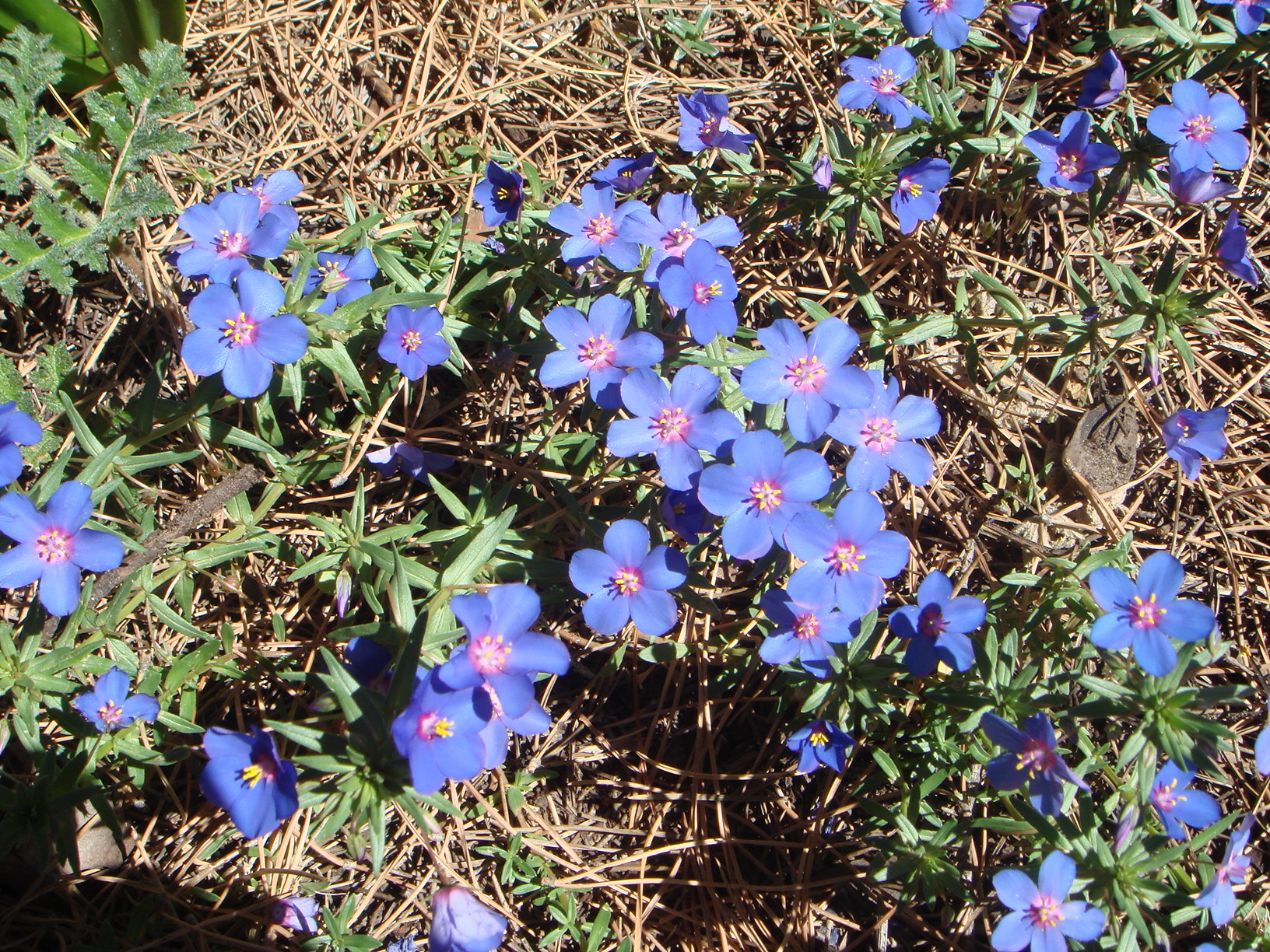
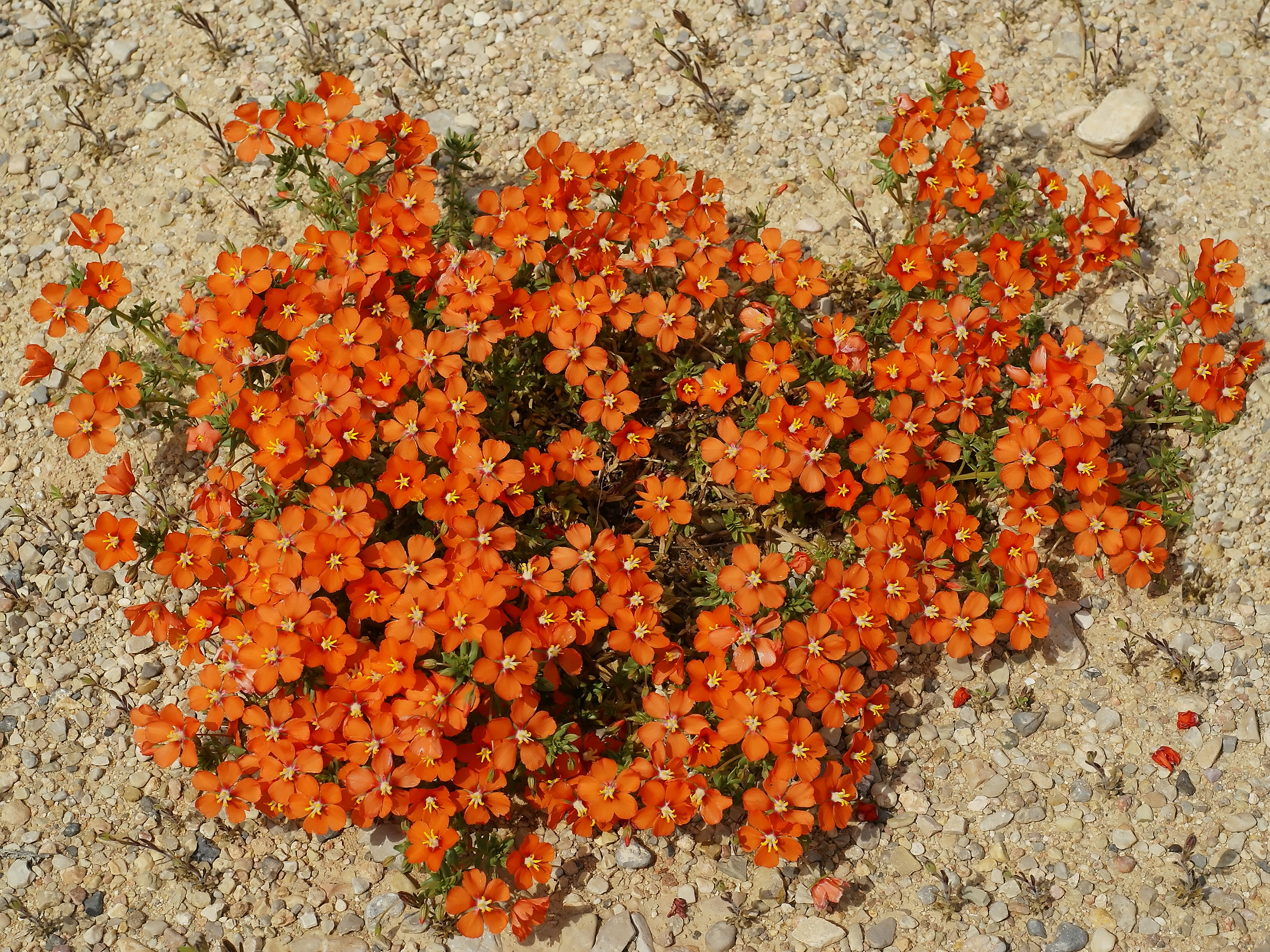
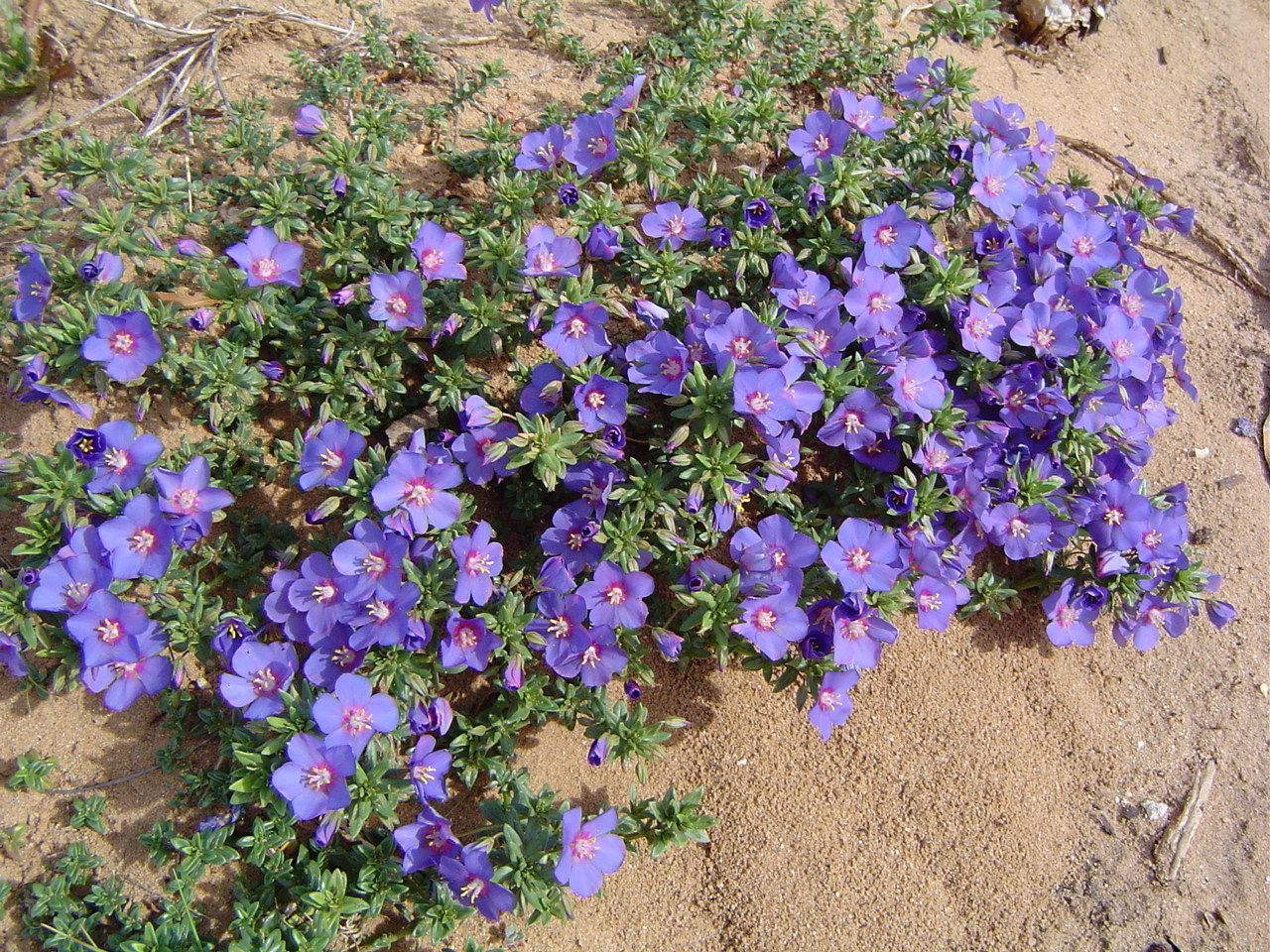
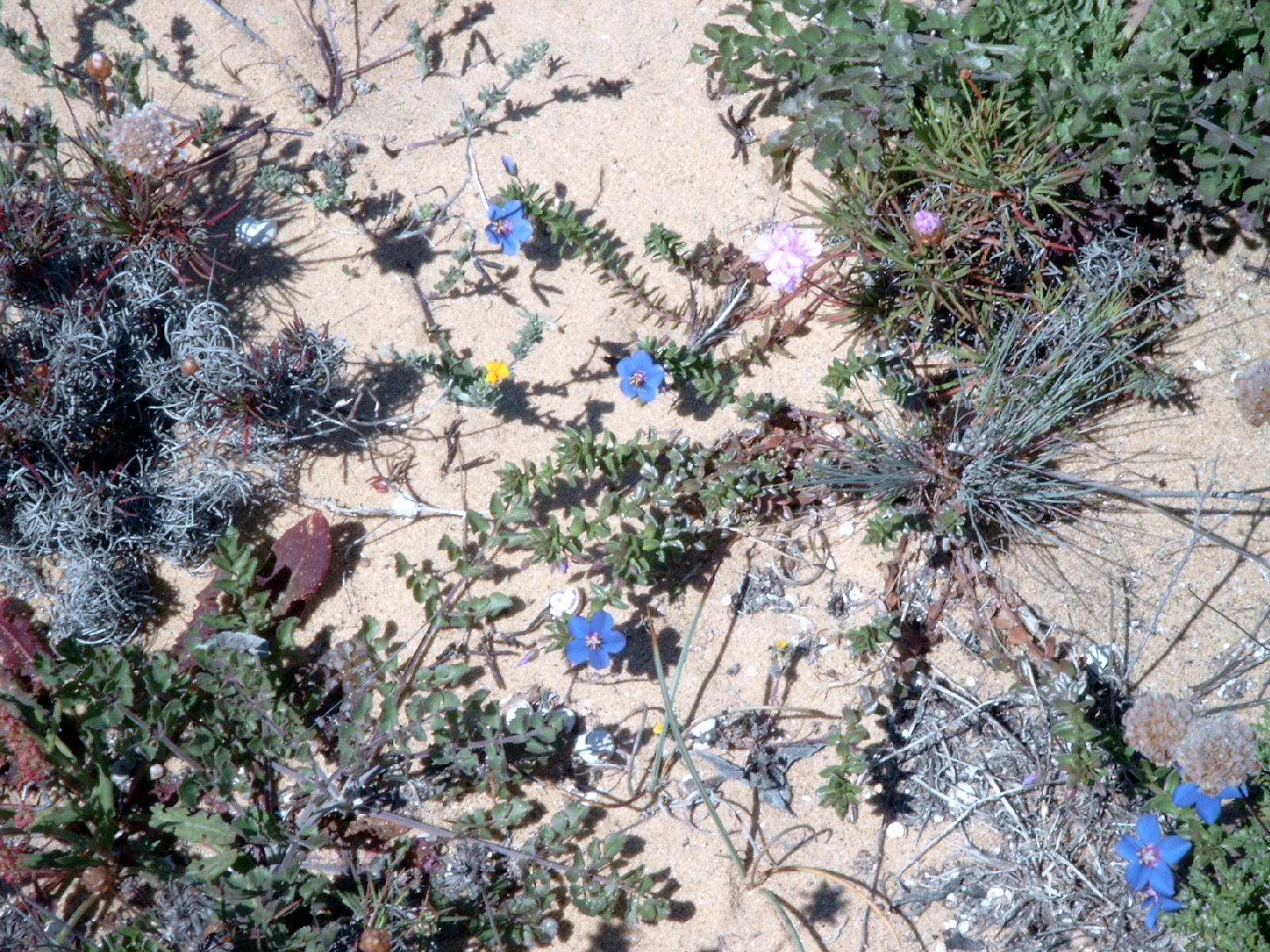
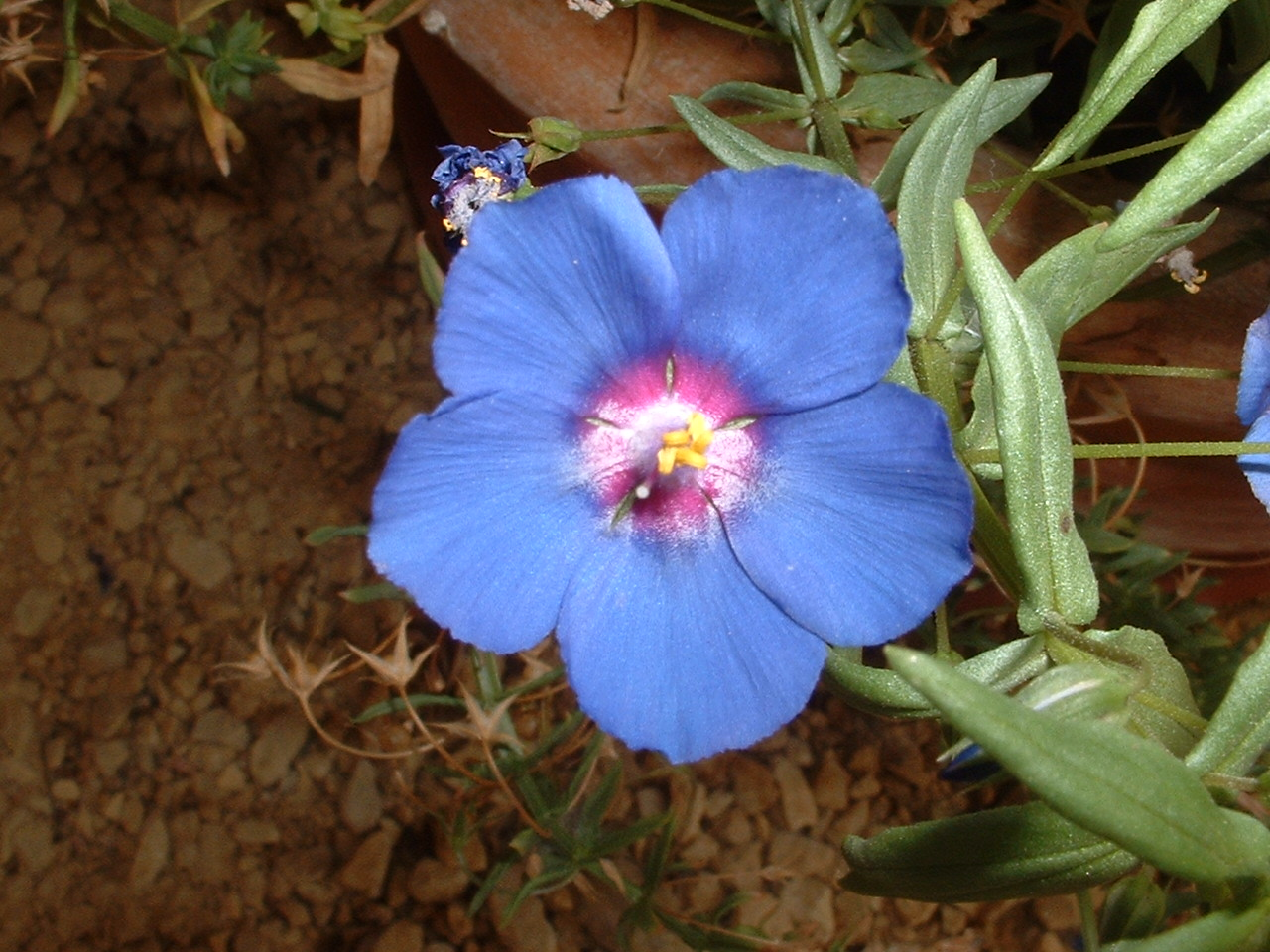